# Niedermayrita
La niedermayrita es un mineral de la clase de los minerales sulfatos. Fue descubierta en 1998 en las minas de Laurión, en la periferia de Ática (Grecia), siendo nombrada así en honor de Gerhard Niedermayr, mineralogista austriaco. Un sinónimo es su clave: IMA1997-024.

## Características químicas
Es un sulfato de cobre y cadmio, hidroxilado e hidratado. Estructuralmente relacionado con la christelita (Zn3Cu2(SO4)2(OH)6·4H2O) y la campigliaíta (Cu4Mn2+(SO4)2(OH)6·4H2O), de los que es el equivalente con cadmio.

## Formación y yacimientos
Es muy raro, se forma en la zona de oxidación de yacimientos hidrotermales ricos en cinc en mármoles brechados, formado como mineral secundario a partir de la alteración de calcopirita o de greenockita.
Suele encontrarse asociado a otros minerales como: yeso, malaquita, calcantita, brochantita, hemimorfita, hidrocincita, auricalcita, monteponita, otavita, esfalerita, greenockita, hawleyita, pirita o galena.